# Tilo Schmitz
Tilo Schmitz (* 6. Juli 1959 in Radebeul) ist ein deutscher Synchronsprecher und Hörspielsprecher.

## Leben und Wirken
Von 1982 bis 1986 studierte Schmitz an der Hochschule für Schauspielkunst „Ernst Busch“ Berlin. Danach war er bis 1989 am Staatstheater Cottbus beschäftigt. Seit 1989 lebt er als freiberuflicher Synchronsprecher in Berlin. Neben der Synchronisation von Filmen spricht er auch Hörspiele und Werbespots und ist darüber hinaus auch als Station-Voice für ProSieben, Sat.1 und N24 tätig.
Aufgrund seiner sonoren Bassstimme wird er häufig für die Synchronisation der verschiedensten Rollen genommen. Schauspieler, denen er regelmäßig seine Stimme leiht oder lieh, sind unter anderem Ving Rhames, Abraham Benrubi, Ron Perlman und Dave Bautista sowie der verstorbene Michael Clarke Duncan. Als Synchronsprecher von Marc Alaimo und Christopher Judge ist er in den Science-Fiction-Serien Star Trek: Deep Space Nine und Stargate – Kommando SG-1 zu hören. Für die Synchronisation von Batou war er in den Animes Ghost in the Shell und Ghost in the Shell 2: Innocence vertreten sowie für die darauffolgenden Animeserien Ghost in the Shell: Stand Alone Complex und Ghost in the Shell: Stand Alone Complex 2nd GIG. Des Weiteren synchronisiert er Dennis Haysbert, welcher in der Serie The Unit – Eine Frage der Ehre den Sergeant Major Jonas „Snake Doctor“ Blane mimt. 2012 synchronisierte er Capitän Utan in Ice Age 4 – Voll verschoben.
1995 sprach er die Rolle des „Ben“, des Hauptakteurs aus dem Lucas-Arts-Adventure Vollgas (Full Throttle).
Schmitz war auch die Stimme des Obelix in der Comicverfilmung Asterix und die Wikinger und hatte eine kurze Synchronrolle als Eisenherd in der Disney-Adaption von Die Schöne und das Biest. Seit 1999 übernimmt er die Synchronisation von Kater Karlo und des Esels I-Aah in verschiedenen Disney-Produktionen, die zuvor beide von Wolfgang Kühne synchronisiert wurden. Außerdem sprach er in den neuen Synchronisationsversionen der Looney-Tunes-Cartoons und in Looney Tunes: Back in Action die Rolle des Yosemite Sam.
Des Weiteren war er der deutsche Synchronsprecher von Gerard Butler in der Rolle von König Leonidas im Film 300, außerdem spricht er in der Serie Die Schule der kleinen Vampire den Grafen Horrificus. In der Serie Pushing Daisies spricht Tilo Schmitz den Detektiv und ehemaligen Polizisten Emerson Cod. Im Videospiel Left 4 Dead 2 leiht er dem Charakter Coach seine Stimme.
Im Spiel Dragon Age 2 sowie in dessen Fortsetzung Dragon Age: Inquisition ist er die deutsche Stimme des Zwergs Varric. Im ebenfalls 2010 erschienenen Starcraft 2 übernahm er die Synchronstimme von Tychus Findlay. In den von Crytek programmierten Spielen Crysis 1-3 spricht er als Synchronsprecher den Charakter des Lawrence „Prophet“ Barnes. In der Verfilmung des Bestsellers Wasser für die Elefanten synchronisierte er 2011 Ken Foree. 2013 synchronisierte er im Spiel Moorhuhn – Tiger and Chicken den Terrakottakaiser. In der Hörspielreihe Geisterjäger John Sinclair von Lübbe Audio sprach er von Folge 28 bis 76 den Mafiaboss Solo Morasso.

## Werk

### Hörspiele (Auswahl)
- 2002: Atlantis – Das Geheimnis der verlorenen Stadt: Das Original Hörspiel zum Film, Walt Disney Records
- 2006 (Komplettveröffentlichung 2007, BookBeat: 2017): Star Wars: Labyrinth des Bösen (nach dem gleichnamigen Roman von James Luceno), ISBN 978-3-8291-2087-6
- 2012: Matthias Käther/André Hatting: Klassiker Reloaded (Hotzenplotz) – Regie: Sven Stricker (Hörspiel – RBB)
- 2012: Sebastian Fitzek/Johanna Steiner: Das Kind (Das ungekürzte Hörspiel, Audible)
- 2015: Baymax – Riesiges Robowabohu: Das Original-Hörspiel zum Film. Walt Disney Records, DNB 1067079335.
- 2019: Baymax – Robowabohu in Serie: Riesige Rückkehr 1 & 2. Das Original-Hörspiel zur TV-Serie, Kiddinx
- 2022: Carola Lowitz &  Susanna Mewe:  Harper Green (Audible-Hörspielserie, Staffel 1)

### Synchronrollen (Auswahl)
Kevin Grevioux
- 1997: als Sänger in Steel Man
- 2014: als Dekar in I, Frankenstein

Phil Morris
- 2001: als Dr. Joshua Sweet in Atlantis – Das Geheimnis der verlorenen Stadt
- 2003: als Dr. Joshua Sweet in Atlantis – Die Rückkehr

Abraham Benrubi
- 2003: als Mose in Open Range – Weites Land
- 2005: als Lou Steele in Miss Undercover 2 – Fabelhaft und bewaffnet

Steve Austin
- 2010: als Paine in The Expendables
- 2013: als Tommy Wick in The Package – Killer Games

Big Show
- 2011: als Donald Green / The Garbage Collector in Royal Pains (Fernsehserie)
- 2020: als Big Show in The Big Show Show (Fernsehserie)

Eamonn Walker
- seit 2012: als Wallace Boden in Chicago Fire (Fernsehserie)
- 2017: als Wallace Boden in Chicago Justice (Fernsehserie)

Peter Serafinowicz
- 2016: als Big Daddy (Berggorilla) in Sing
- 2021: als Big Daddy (Berggorilla) in Sing – Die Show deines Lebens

Tommy Lister Jr.
- 1992: als GR55 in Universal Soldier
- 2000: als Moose in Circus
- 2008: als Gefangener in The Dark Knight

Wendell Pierce
- 1996: als Little Caesar in Sleepers
- 2007: als Sean in Ich glaub, ich lieb meine Frau
- 2013: als Carlson in Parker

Keith David
- 1997: als Lamar in Executive Target
- 2000: als Abu ‘Imam’ al-Walid in Pitch Black – Planet der Finsternis
- 2012: als Kupaka / Joe Napier / An-kor Apis / Prescient in Cloud Atlas

Christopher Judge
- 1997–2007: als Teal’c in Stargate – Kommando SG-1 (Fernsehserie)
- 2002: als Dr. Brooks in Snowdogs – Acht Helden auf vier Pfoten
- 2012: als Söldner #4 in The Dark Knight Rises

Dave Bautista
- 2020: als JJ in Der Spion von nebenan
- 2021: als Scott Ward in Army of the Dead
- 2021: als Glossu Rabban in Dune
- 2024: als Glossu Rabban in Dune: Part Two

Chi McBride
- 1992: als Homer in Ein ehrenwerter Gentleman
- 2002: als Capt. Mitchell Cheevers in Narc
- 2007: als Barry in Ab in den Knast
- 2007–2008: als Emerson Cod in Pushing Daisies (Fernsehserie)
- 2013–2020: als Captain Lou Grover in Hawaii Five-0 (Fernsehserie)

Ving Rhames
- 1994: als Marsellus Wallace in Pulp Fiction
- 1996–2018: als Luther Stickell in Mission: Impossible
- 2010: als Weyland in Death Race 2
- 2017: als Charlie-27 in Guardians of the Galaxy Vol. 2
- 2023: als Luther Stickell in Mission: Impossible – Dead Reckoning Teil Eins

Michael Clarke Duncan
- 1998: als Jayotis ‘Bear’ Kurleenbear in Armageddon – Das jüngste Gericht
- 2000: als Frankie Figs in Keine halben Sachen
- 2003: als Wilson Fisk/Kingpin in Daredevil
- 2008: als Kommadant Vachir in Kung Fu Panda
- 2011: als Kilowog in Green Lantern

Dennis Haysbert
- 1998: als Pedro Cerrano in Zweite Liga – Die Indianer von Cleveland sind zurück
- 2003: als Kale in Sinbad – Der Herr der sieben Meere
- 2014: als Richter in Die Abenteuer von Mr. Peabody & Sherman
- 2017: als Reginald Swope in Naked
- 2020: als Commander Richards in Chaos auf der Feuerwache

Djimon Hounsou
- 1998: als Vivo in Octalus – Der Tod aus der Tiefe
- 2002: als Mateo in In America
- 2006: als Ajihad in Eragon – Das Vermächtnis der Drachenreiter
- 2019: als Der Zauberer Shazam in Shazam!
- 2021: als Inselbewohner in A Quiet Place 2
- 2023: als Der Zauberer Shazam in Shazam! Fury of the Gods

Jim Cummings
- 1992: als Farouk in Aladdin
- 2000: als Kater Karlo in Goofy nicht zu stoppen
- 1999–2000: als Kater Karlo in Neue Micky Maus Geschichten
- 2001–2003: als Kater Karlo in Mickys Clubhaus
- 2004: als Kater Karlo in Micky, Donald, Goofy – Die drei Musketiere
- 2006–2016: als Kater Karlo in Micky Maus Wunderhaus
- 2012: als Budzo in Zambezia
- 2013–2019: als Kater Karlo in Micky Maus (Zeichentrickserie)
- seit 2022: als Kater Karlo in Micky Maus Spielhaus

Ron Perlman
- 1997: als Johner in Alien – Die Wiedergeburt
- 2000: als Sam Tucker in Titan A.E.
- 2004: als Hellboy in Hellboy
- 2008: als Hellboy in Hellboy – Die goldene Armee
- 2008–2014: als Clarence „Clay“ Morrow in Sons of Anarchy (Fernsehserie)
- 2010: als Nicola in Bunraku
- 2013: als Hannibal Chau in Pacific Rim
- 2014–2017: als Pernell Harris in Hand of God (Fernsehserie)
- 2015: als Luther T. Braxton in The Blacklist (Fernsehserie)
- 2016: als Gnarlack in Phantastische Tierwesen und wo sie zu finden sind
- 2020: als Preston in The Big Ugly
- 2023: als Optimus Primal in Transformers: Aufstieg der Bestien

#### Filme
- 1993: Samuel L. Jackson als Tat Lawson in Menace 2 Society
- 2000: Maurice LaMarche als König Mogorb in Die Abenteuer von Santa Claus
- 2000: Tyler Mane als Sabretooth in X-Men
- 2001: Frankie Faison als Barney Matthews in Hannibal
- 2002: Randy Savage als BoneSaw McGraw in Spider-Man
- 2003: Jesús Puente als Mayor Corbett in Ein Schuss zuviel
- 2004: Alec Baldwin als Dennis in Der SpongeBob Schwammkopf Film
- 2005: Carel Struycken als König Terak in Kampf um Endor
- 2005: Tony Burton als Wells in Assault – Anschlag bei Nacht
- 2006: Gerard Butler als König Leonidas in 300
- 2009: Garry Chalk als Louie in Barbie präsentiert Elfinchen
- 2011: Reno Wilson als Brains in Transformers 3
- 2012: Peter Dinklage als Captain Utan in Ice Age 4 – Voll verschoben
- 2014: Reno Wilson als Brains in Transformers: Ära des Untergangs
- 2016: Clancy Brown als Schwarzfaust in Warcraft: The Beginning
- 2017: Eriq La Salle als Will Munson in Logan – The Wolverine
- 2021: Ray Porter als Darkseid in Zack Snyder’s Justice League
- 2022: Danny Trejo als Eisenfaust in Minions – Auf der Suche nach dem Mini-Boss
- 2022: Jared Harris als Captain Crow in Das Seeungeheuer

#### Serien
- 1996: William Windom als Onkel Chuck in Sonic the Hedgehog
- 1996: Ernie Hudson als Zambini in Geschichten aus der Gruft
- 1996: Daws Butler als Rufus Rohling in Wacky Races – Autorennen Total
- 1999–2000: Garry Chalk als Optimus Primal und Optimus Prime in Transformers: Beast Machines
- 2007–2009: Bill Fagerbakke als Bullhead in Transformers: Animated
- 2010: Kwasi Songui als Coach Jon-Jon in Blue Mountain State
- 2011: Penn Jillette als Penn Jillette in The West Wing – Im Zentrum der Macht
- 2012: Theodus Crane als Big Tiny in The Walking Dead
- 2013, 2015, 2018: Scott McNeil als das Ultraböse (1. Stimme) und als Karlof in Ninjago
- 2015–2019: Aleks Paunovic als Julien Dupont in iZombie
- 2017: John Marshall Jones als Sheriff Brown in Shooter
- seit 2018: Michael Beach als Commander Percy West in The Rookie
- 2018–2019: Nick Offerman als Varvatos Vex in 3 von oben
- 2018–2023: Bill Goldberg als Lance Hamilton in Navy CIS: L.A.
- 2020–2022: Patrick O’Kane als Ashad/The Lone Cyberman in Doctor Who
- 2021: Fred Tatasciore als Drax in What If…?
- 2023: Michael Dorn als Worf in Star Trek: Picard
- 2024: Rory McCann als The Buyer in Knuckles
- 2024: Gabriel Woolf als Sutekh in Doctor Who

#### Videospiele
- 1994: als Ben Throttle in Vollgas – Full Throttle
- 2002: als Dunkler Jedi Desann in Star Wars Jedi Knight II: Jedi Outcast
- 2005: als Paxton Fettel und ATC in F.E.A.R.
- 2008: als Erzähler in Fallout 3
- 2008: als Sgt. Samuel Redford in Battlefield: Bad Company
- 2008: als Kater Karlo in Disney Th!nk – Das Schnelldenker-Quiz
- 2009: als Tauren-Schamane, Monster in The Book of Unwritten Tales
- 2009: als Coach in Left 4 Dead 2
- 2010: als Sgt. Samuel Redford in Battlefield: Bad Company 2
- 2010: als Erzähler in Fallout: New Vegas
- 2010: als Rodgor in Two Worlds 2
- 2011: als Prophet, Nanasuit in Crysis 2
- 2011: als Varric Tethras in Dragon Age 2
- 2011: als Meister Gnost-Dural in Star Wars: The Old Republic
- 2012: als Admiral Havelock in Dishonored: Die Maske des Zorns
- 2013: als Prophet in Crysis 3
- 2013: als Colonel Ike Sloan in Far Cry 3: Blood Dragon
- 2013: als Antó in Assassin’s Creed IV: Black Flag
- 2014: als Special Agent Camerino in Need for Speed: Rivals
- 2014: als Varric Tethras in Dragon Age: Inquisition
- 2014: als Lance Brenner in Watch Dogs
- 2015: als Goro in Mortal Kombat X
- 2015: als Nachrichtensprecher in Fallout 4
- 2015–2016: als Karlof und B.A. Baracus in Lego Dimensions
- 2017: als Darkseid in Injustice 2
- 2018: als Darkseid in Lego DC Super-Villains
- 2020: als Gunnar in Assassin’s Creed Valhalla
- 2020: als Dexter DeShawn in Cyberpunk 2077
- 2020: als Crypto in Destroy All Humans!
- 2023: als Ganondorf in The Legend of Zelda: Tears of the Kingdom
- 2023: als Hugo Kupka in Final Fantasy XVI
- 2023: als Bud Spencer in Bud Spencer & Terence Hill: Slaps and Beans 2
- 2024: als Varric Tethras in Dragon Age: The Veilguard